# Kapelle St. Peter und Paul (St. Gallen)
Die Kapelle St. Peter und Paul war eine Kapelle im heutigen Stadtteil Rotmonten der Stadt St. Gallen. Ihre Entstehung wird in der Mitte des 10. Jahrhunderts vermutet. Sie wurde 1771 abgebrochen.

## Lage
Die Kirche stand auf der Terrasse unterhalb des Bruggerwalds, dort wo sich heute die Siedlung Chircheli befindet, wo sich auch die Ortsbezeichnung Peter und Paul gehalten hat. Auch die Bezeichnung des Wildpark Peter und Paul, geht indirekt auf diese Kapelle zurück.

## Geschichte
Mitte des 10. Jahrhunderts wird ein Gotteshaus auf dem Rotmonten erwähnt. Damit war die Kapelle St. Peter gemeint, die später zur St. Peter und Paul Kapelle wurde. Das hohe Alter kann auch dadurch bezeugt werden, dass am Mittwoch vor Himmelfahrt der Bittgang auch zum „St. Peter berkilchele uff dem Rotundmonten“ führte und in diesem Zusammenhang in etlichen alten Schriftstücken erwähnt wird.  
Für kurze Zeit scheint auch ein Einsiedler dort gelebt zu haben, allerdings ist über eine Inkluse nur ein einziges Schriftstück von 1305 erhalten.
Am 18. August 1640 wurde der Altar neugeweiht. Die Visitationsakten erwähnen, dass über der Türe sich eine Muttergottes befunden habe vor der ein ewiges Licht brannte. Das Portal wurde von einem Vordach geschützt. Auf dem Altar standen die beiden Statuen der Patrone, St. Peter und St. Paul. Die beiden Figuren gelangten 1772 in die Heiligkreuzkapelle. Über dem Chor gab es ein kleines Türmchen mit zwei Glocken. Eine Glocke war gesprungen und wurde 1660 von der Lindauer Giesserei Ernst umgegossen, 1670 folgte ihr die zweite aus gleichem Grund nach.
Im Jahr 1771 wurde von der Ortsgemeinde Rotmonten mit P. Iso Walser vereinbart, dass die Kapelle abgerissen und das brauchbare Material für den Bau der Heiligkreuzkirche verwendet werden soll.
Die Kapelle wurde noch im gleichen Jahr abgebaut.